# 天野涼
天野 涼（あまの りょう、1980年12月1日 - ）は、埼玉県さいたま市出身の演歌歌手である。埼玉大学大学院文化科学研究科修士課程修了。

## 来歴
- 埼玉大学理学部分子生物学科を経て同大学院文化科学研究科修士課程修了。専攻はドイツ哲学。
- 埼玉大学大学院卒業後、外資系企業で働きながら演歌歌手を志す。[1]
- 2010年、「千葉テレビカラオケ大賞21」において第54代グランドチャンピオンを獲得。その後、作曲家の四方章人に師事。
- 2014年8月、「上諏訪の女」でデビュー。
- 2019年6月、同じ事務所所属の蒼彦太とユニット「彦と涼一座」を結成。「お祭り野郎」をリリース。
- 2025年3月2日、公式サイト・ブログにおいて、所属事務所であったオフィスKを同年2月で退所した事を発表した [2]。 前年12月下旬より体調を崩しており、以降の動静は殆ど明らかになっていないが、3月11日にXの本人アカウントで句が詠まれた。このXアカウントも3月半ば頃に削除された。

## 人物・エピソード
- 身長は173cm。
- 祖父の影響で演歌・歌謡曲に興味を抱く。
- 憧れの歌手は美空ひばり。
- 趣味は釣り・水泳・読書・園芸・俳句。
- 特技は三味線・長唄・民謡・剣道二段。

## 音楽

### シングル
| # | 発売日         | 曲順 | タイトル       | 作詞     | 作曲     | 編曲     | 規格品番    | 備考 |
| - | -------------- | ---- | -------------- | -------- | -------- | -------- | ----------- | ---- |
| 1 | 2014年 8月6日  | 01   | 上諏訪の女     | 久仁京介 | 四方章人 | 蔦将包   | CRCN-1809   |      |
| 1 | 2014年 8月6日  | 02   | 一緒に暮らそう | 丘まり子 | 四方章人 | 蔦将包   | CRCN-1809   |      |
| 2 | 2016年 5月20日 | 01   | 弁天小僧菊之助 | 久仁京介 | 四方章人 | 南郷達也 | BTKZ-718259 |      |
| 2 | 2016年 5月20日 | 02   | 伊太郎三度笠   | 久仁京介 | 四方章人 | 南郷達也 | BTKZ-718259 |      |
| 3 | 2022年 1月12日 | 01   | 捨てちまえ     | 久仁京介 | 弦哲也   | 猪股義周 | TKCA-91373  |      |
| 3 | 2022年 1月12日 | 02   | 破れ傘         | 久仁京介 | 弦哲也   | 猪股義周 | TKCA-91373  |      |

### ユニットシングル
| # | 発売日        | 曲順 | タイトル   | 作詞       | 作曲      | 編曲     | 規格品番   | 備考                                   |
| - | ------------- | ---- | ---------- | ---------- | --------- | -------- | ---------- | -------------------------------------- |
| 1 | 2019年 6月5日 | 01   | お祭り野郎 | 三木一二三 | 中島薫DCA | 西村信吾 | TKCA-91183 | 彦と涼一座（蒼彦太と天野涼のユニット） |
| 1 | 2019年 6月5日 | 02   | 男の宴     | 三木一二三 | 中島薫DCA | 西村信吾 | TKCA-91183 | 彦と涼一座（蒼彦太と天野涼のユニット） |

### アルバム
- 股旅任侠 男伊達（2016年12月7日 / OKSR-71888）
- 歌暦三十七歳（2017年7月3日 / OKSR-37108）

## 出演
- 竹島宏の歌MAX（準レギュラー）
- LIVE LOUNGE UEHARAでは定期的にショーを開催している。